# 사사키 사다코
사사키 사다코(일본어: 佐々木 禎子, 1943년 1월 7일 ~ 1955년 10월 25일)는 일본의 소녀이다. 2세 시절에 히로시마·나가사키 원자폭탄 투하의 희생자가 되었다. 심각한 방사능 피폭에도 불구하고 10년 더 살아남으면서 가장 널리 알려진 피폭자가 되었다. 그는 죽기 전에 1,000마리가 넘는 종이학을 접은 것으로 유명하다.

## 피폭 당시의 행적
히로시마 출신인 사사키 사다코는 히로시마에서 원자폭탄 투하가 일어났을 때 그라운드 제로에서 1.6km 떨어진 곳에 있었는데 원자폭탄이 투하되면서 창문 밖으로 날아가 버렸다. 사다코의 어머니는 자신의 딸이 죽었을지도 모른다고 의심하면서 찾으러 뛰쳐나갔지만 2세였던 딸이 부상 없이 살아 있는 것을 발견했다. 그들이 도망치는 동안에 사다코와 그의 어머니는 검은 비를 만났다. 사다코의 할머니는 집으로 급히 돌아왔고 다시는 나타나지 않았다. 사다코는 한동안 죽은 것으로 추정되었다.

### 여파
사다코는 또래들처럼 자랐고 학급 계주 팀의 중요한 멤버가 되었다. 그러나 1954년 11월에 목과 귀 뒤에 붓기가 생겼고 1955년 1월에는 다리에 자반증이 생겼다. 1955년 2월 21일에 병원에 입원한 사다코는 의사로부터 급성 악성 림프선 백혈병으로 인하여 1년 밖에 살지 못한다는 진단을 받게 된다.
히로시마와 나가사키에서 원자폭탄이 투하된 이후에 일본에서는 어린이들 사이에서 백혈병 증상이 관찰되었다. 1950년대 초반까지 일본에서 백혈병은 원자폭탄 속의 우라늄에 의한 방사능 피폭에 의해 야기된 것으로 여겨졌다. 사다코는 치료를 위해 히로시마 적십자 병원에 입원했고 1955년 2월 21일에 수혈을 받았다. 사다코가 입원했을 때에 그의 백혈구 수치는 평균 어린이 수치의 6배였다.

## 종이학
사다코는 1955년 8월에 자신보다 2세 많은 중학생인 키요라는 이름의 소녀와 함께 방으로 옮겨졌다. 지역 고등학교 클럽에서 종이학을 방으로 데려온 것은 이 룸메이트를 데려온 직후였다. 사다코의 친구인 하마모토 치즈코는 사다코에게 두루미에 관한 전설을 들려주었는데 사다코는 그 중에서 종이학 1,000마리를 접는 것을 목표로 정했다. 이것은 그 보관함에 소원을 들어주는 것으로 여겨졌다. 사다코는 병원에 있는 동안에 많은 자유 시간을 가졌다. 하지만 종이가 부족했기 때문에 의약품 포장지와 병문안 선물로 받은 종이를 얻기 위해 다른 환자의 병실에 가는 것을 포함하여 그녀가 할 수 있는 다른 모든 수단을 사용했다. 사다코의 가장 친한 친구인 치즈코도 사다코가 사용할 종이를 학교에서 가져왔다.
사다코는 죽기 전에 644마리만 접었기 때문에 1,000마리를 접겠다는 목표에도 못 미쳤고 친구들이 1,000마리를 완성해 함께 묻었다는 이야기가 인기를 얻고 있다. 그러나 히로시마 평화기념자료관에 전시된 한 전시회에 따르면 1955년 8월 말까지 사다코 씨는 목표를 달성했고 300여 마리의 종이학을 계속 접었다고 한다. 사다코의 오빠인 사사키 마사히로는 자신의 책인 《사사키 사다코 전집》에서 사다코가 목표를 초과 달성했다고 말한다.

## 죽음

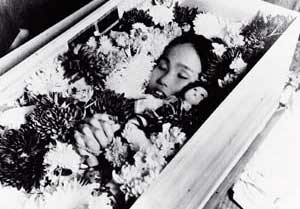
관 속의 사사키 사다코

사다코는 병원에 있는 동안에 몸 상태가 점차 악화되었다. 1955년 10월 중순 쯤에 자신의 왼쪽 다리는 붓고 보라색으로 변했다. 가족들이 밥을 먹으라고 권하자 사다코는 밥에 차를 타 달라고 하며 맛있다고 말했다. 그리고 나서 사다코는 마지막 말이 되는 가족들에게 감사 인사를 전했다. 사다코는 가족과 친구들과 함께 1955년 10월 25일 아침에 향년 12세를 일기로 세상을 떠났다.
사다코가 죽은 이후에 그의 시신은 원자폭탄이 인체에 미치는 영향에 대한 연구를 위해 원자폭탄 사상자 위원회에 의해 조사의 대상이 되었다.

## 기념
사사키 사다코가 죽은 이후에 사다코의 친구들과 학교 동료들은 그와 또 다른 일본인 소녀인 모리와키 요코를 포함한 원자폭탄의 영향으로 사망한 모든 아이들을 위한 기념비를 마련하기 위한 기금을 모으기 위해 편지 모음을 출판했다. 1958년에는 황금 학을 들고 있는 사사키 사다코 동상이 일본 히로시마 평화기념공원에 공개되었다. 동상 아래에는 "이것은 우리의 외침이다. 이것이 우리의 기도이다. 세계의 평화"라는 명판이 있다.
미국 시애틀 평화 공원에는 사다코의 동상도 있다. 사다코는 핵전쟁의 영향의 대표적인 상징이 되었다. 사다코는 또한 일본의 많은 소녀들에게 여자 주인공이 되었다. 사다코의 이야기는 일본의 여러 학교에서 히로시마 원자폭탄 투하 추모일마다 전해지고 있다. 사다코에게 바쳐진 일본 전역의 사람들은 매년 8월 6일을 평화의 날로 기념한다.
미국의 예술가인 슈 디시코(Sue DiCicco)는 사다코의 유산을 축하하고 평화의 비전으로 전 세계의 학생들을 연결하기 위해 2013년에 평화 종이학 프로젝트를 설립했다. 디시코와 사다코의 오빠는 사다코에 대한 책인 《사사키 사다코 전집》을 공동으로 집필했는데 사다코의 실화를 영어권 국가에 가져오기를 희망하고 있다. 그들의 웹사이트는 학생들을 위한 학습 안내서와 "마사히로에게 물어보세요"의 기회를 제공한다.

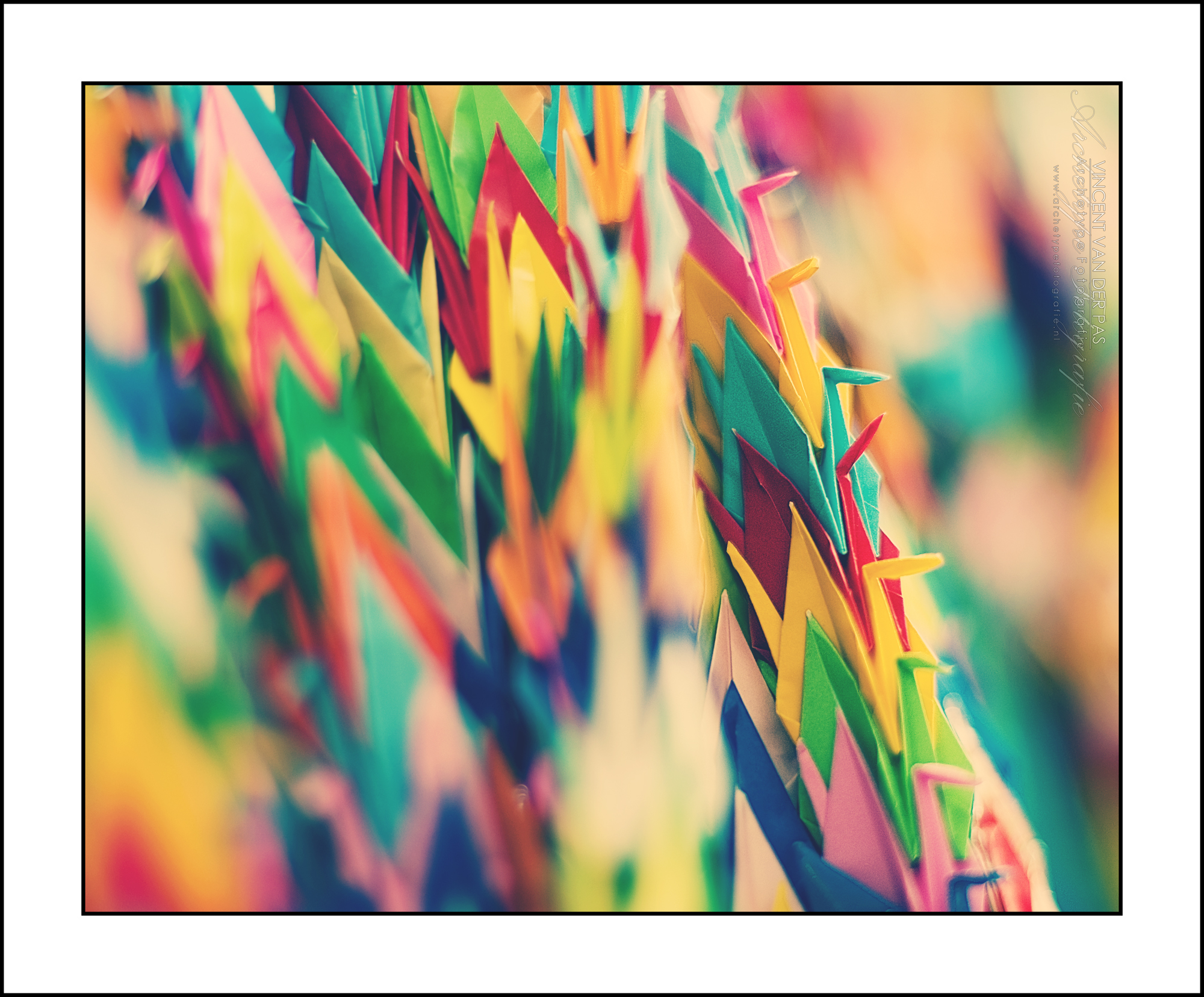
일본 전역의 어린이들이 사다코 사사키를 추모하기 위해 이 작은 두루미를 만든다. 사사키 사다코와 두루미는 1955년에 사망한 이후에 일본에서 세계 평화의 상징이 되었다.
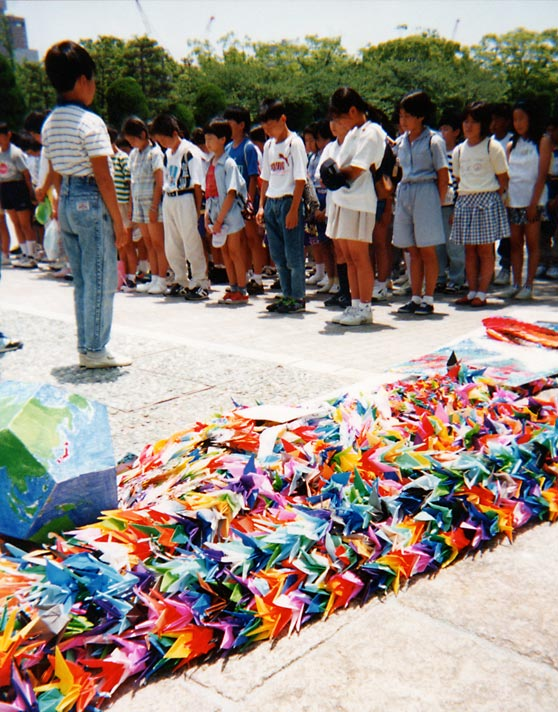
일본의 학생들이 히로시마 평화 공원에 있는 사다코 사사키 동상에 종이학 컬렉션을 헌정하고 있다.
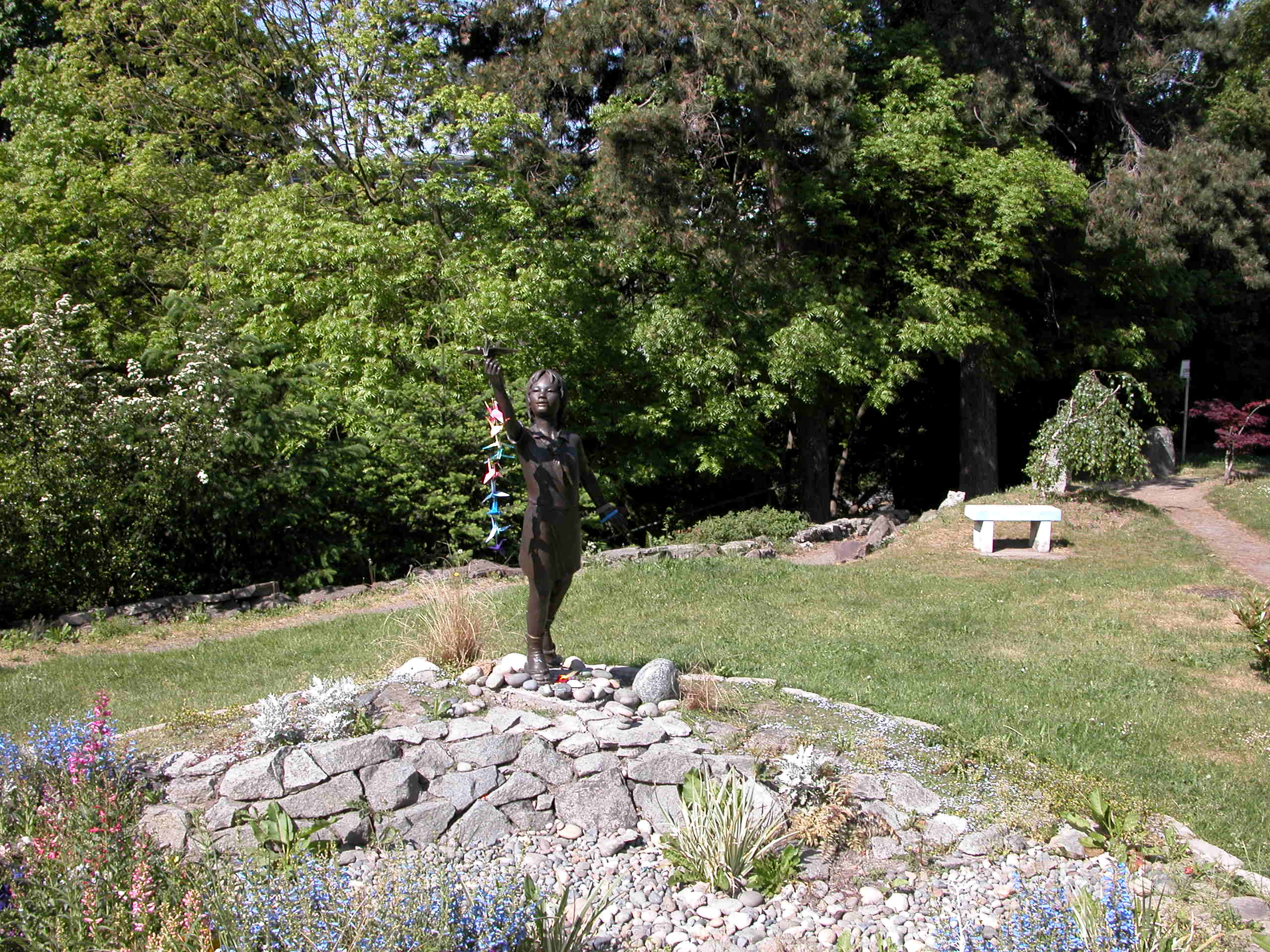
미국 워싱턴주 시애틀 대학가에 있는 평화 공원에 있는 사다코 사사키 동상. 공원은 플로이드 슈모(Floyd Schmoe)에 의해 지어졌다.
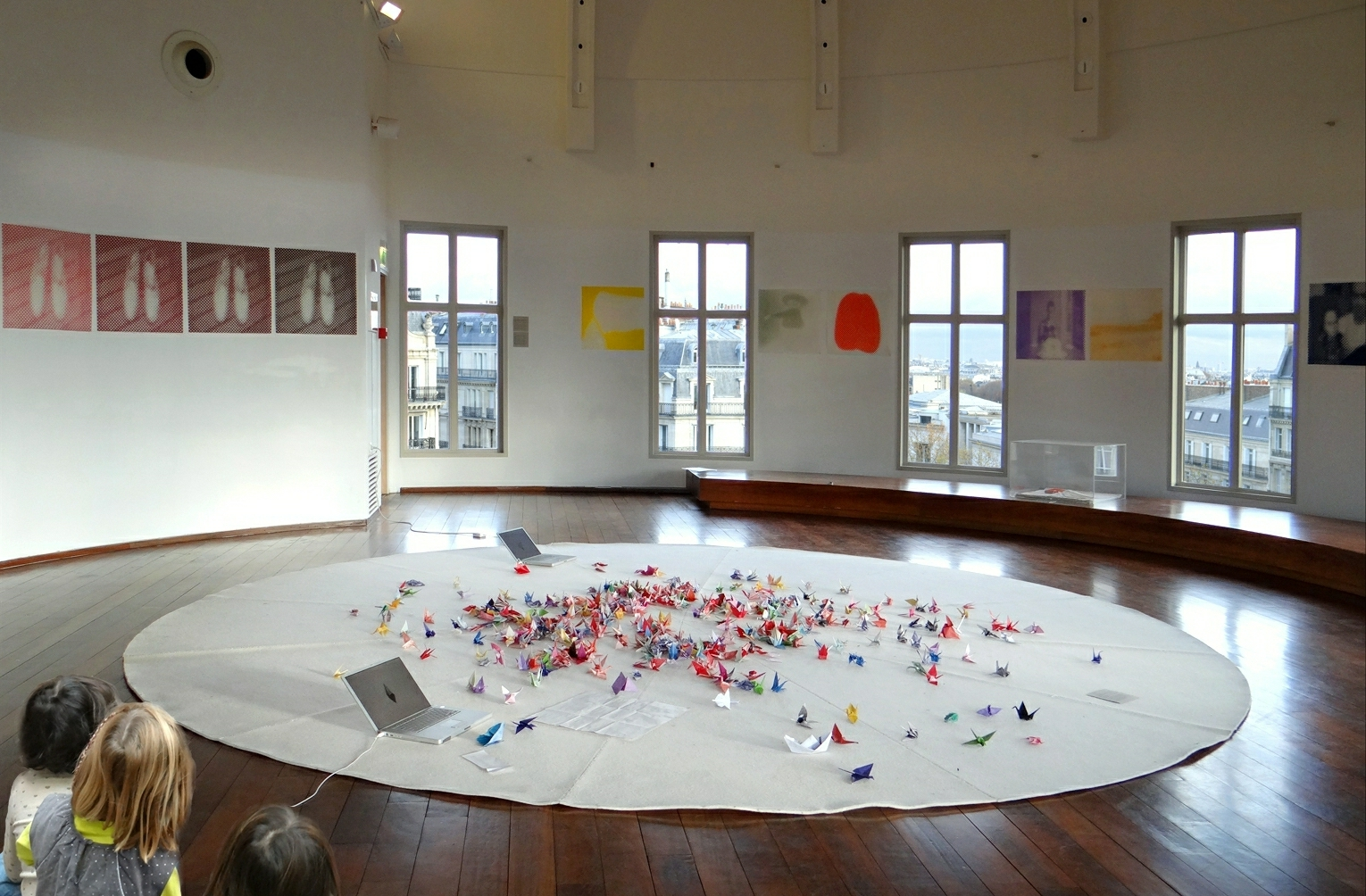
프랑스 파리의 사사키 사다코 기념 조형물

## 대중 문화
사사키 사다코의 비극적인 죽음은 일본 히로시마를 방문했던 러시아의 시인인 라술 감자토프의 시 〈백학〉(Zhuravli)의 영감이 되었는데 이 시는 러시아 최고의 전쟁 발라드 가운데 하나가 되었다. 사다코의 생애와 죽음은 미국의 싱어송라이터인 프레드 스몰의 노래 〈크레인스 오브 히로시마〉(Cranes over Hiroshima)의 주제이기도 하다.